# Соболи (Руднянский район)
Соболи — деревня в Руднянском районе Смоленской области России. Входит в состав Казимировского сельского поселения. Население — 5 жителей (2007 год). В 2007 деревня опустела. Родственники забрали своих старичков в город. В 2009 деревня сгорела из-за того, что кто-то поблизости поджёг сухую траву.
Расположена в западной части области в 7 км к юго-западу от Рудни, в 10 км южнее автодороги А141 Орёл — Витебск. В 8 км северо-восточнее деревни расположена железнодорожная станция Рудня на линии Смоленск — Витебск.

## История
В годы Великой Отечественной войны деревня была оккупирована гитлеровскими войсками в июле 1941 года, освобождена в октябре 1943 года.